# Facinet Sylla
Pour les articles homonymes, voir Sylla (homonymie).
Facinet Sylla, est un homme politique guinéen.
Il est le ministre du Budget au sein du gouvernement Bah Oury depuis le 13 mars 2024.

## Biographie
Facinet Sylla est diplômé de l’École nationale supérieure de statistique et d'économie appliquée (ENSEA) d’Abidjan en Côte d'Ivoire. Il est titulaire d’un master en gestion et administration publique de l’université d'État d’Anvers en Belgique, et d’un master du centre d’études financières, économiques et bancaires (CEFEB) de l’université Paris I – Sorbonne en France.

## Parcours professionnel
Facinet Sylla est administrateur suppléant au FMI depuis novembre 2018. Avant de rejoindre le Fonds, il a fait sa carrière à la Banque africaine de développement (BAD), à la Banque centrale de la république de Guinée (BCRG) ainsi qu’à l’Institut monétaire de l’Afrique de l’Ouest (IMAO-Accra). 
Lors de assemblées annuelles du FMI qui se sont déroulées du 10 au 16 octobre 2022, Facinet Sylla est désigné comme administrateur pour le Groupe II Afrique du FMI. Son portefeuille couvre 23 pays d’Afrique de l'Ouest, du Nord, du Centre, de l’Est, du Sud et de l’Océan.

## Ministre
Le 13 mars 2024, Facinet Sylla accède par décret à la fonction du ministre du Budget, en remplacement de Lanciné Condé,.